# Bandeira de Coari
A Bandeira de Coari é um dos símbolos oficiais do município de Coari, estado do Amazonas.
A Lei Orgânica Municpal diz em seu artigo 6º: "São símbolos do Município o brasão, a bandeira e o hino representativo de sua
cultura e história".